# 正木時忠
正木 時忠（まさき ときただ）は、戦国時代から安土桃山時代にかけての武将。安房正木氏の一族である勝浦正木氏の当主。正木通綱の三男。兄に正木時茂。子に正木時通、正木頼忠など。左近大夫。

## 生涯
大永元年（1521年）、安房里見氏の家臣・正木通綱の三男として生まれる。天文2年（1533年）に当主の里見義豊によって里見実堯と父の通綱が殺害されたため、兄の時茂と共に実堯の遺児・里見義堯に与し、翌天文3年（1534年）4月6日の犬掛の戦いで勝利を収め、義堯が新たに里見氏の当主となった（天文の内訌）。
兄の時茂が上総武田氏の内紛への介入を義堯から命じられると、天文13年（1544年）に真里谷朝信を討ち取るなど、東上総をその傘下に収めていった。時忠は天文11年（1542年）に上総の要衝の一つである勝浦城を本拠地とする勝浦正木氏を興し、興津・吉宇などの海岸地域郷村を支配下に置き、朝信から奪った大多喜城に入った時茂（大多喜正木氏）を補佐することになる。東上総の軍権を任された兄の時茂に従い、武田氏の残党や下総千葉氏など近隣の勢力と戦ったり、上総に海を越えて勢力を伸ばそうとする相模北条氏と争い、いずれも功を挙げたという。
兄の時茂の死後、弱体化した大多喜正木氏に代わって正木氏の実力者となっていたが、次第に里見氏からの自立を志向するようになる。永禄7年（1564年）、第二次国府台合戦の直前に里見氏から離反し、北条氏康に接近する。翌永禄8年（1565年）3月に北条氏政が両総に侵攻すると、時忠は逸早く参陣するとともに、子の時長（頼忠）を人質として差し出し、北条氏の軍事的な支援を受けるようになり、北条氏照が時忠の指導に努めたという。以後、北条氏の傘下の勢力として里見氏と争ったが、北条氏が駿河国を巡って甲斐武田氏との抗争を繰り広げるようになると、思うような支援が得られなくなったため、北条氏との関係が徐々に悪化していった。天正2年（1574年）には北条領国の上総国大坪に侵攻しており、この頃までには里見氏に帰参したものと推測されている。
時忠は勝浦を中心とした外房の海賊集団を掌握し、水軍組織の編成を行うなど里見水軍の有力な武将であったと推定される。勝浦が大船の出入りする要津であったことから、時忠の漁船・水夫の動員が可能になったといえる。
天正4年（1576年）8月1日、死去。享年56。墓所は千葉県南房総市の正文寺。法号は威武殿正文目出居士。
特徴的な花押を使用しており、時忠の花押は左下を墨で塗りつぶさず、白抜きになった小さい丸の点が確認される。
足利義晴の側近大舘晴光から時忠に宛てられた年未詳2月24日付けの古文書（『古典籍売立て目録所収文書』）があり、里見・正木氏と室町幕府との交渉を示す史料といえる。